# Dragiša Vukčić Hrvatinić
Dragiša Vukčić Hrvatinić (fallecido después de 1401) fue un knez de Glaž en Donji Kraji, perteneciente a la familia Hrvatinić.

## Biografía
Dragiša pertenecía a la influyente familia noble de los Hrvatinić. El knez Vukac Hrvatinić tuvo cuatro hijos: Hrvoje, Vuk, Vojislav y Dragiša, además de tres hijas: Resa, Vučića y otra de nombre desconocido, quien se casó con el tío de los duques de Usora, Vukmir y Vukašin Zlatonosović. En 1391, Dragiša recibió de Ladislao de Nápoles, uno de los pretendientes al trono húngaro, el gobierno de las ciudades de Sreda y Glaž. Sreda se encontraba en el župa de Sana. En 1393, Dragiša viajó a Zadar para venerar las reliquias de San Simeón. El 1 de abril de 1404, en un documento, se le menciona con el título de župan de Glaž. En 1446, se registra que la aldea de Sredica, en la župa de Sana, era propiedad de los nietos de Dragiša. Sin embargo, también se utilizaba el nombre de Sreda para referirse a la zona alrededor del castillo de Glaž. Parece que, tras la conquista de estos territorios por la familia Hrvatinić, se formó la župa de Glaž, cuya existencia queda confirmada por un documento de 1446. Ese año, el rey bosnio Esteban Tomaš confirmó la posesión de estas tierras a los nietos de Dragiša. Glaž estaba ubicado en el área de la actual aldea de Sređani, cerca de Bosanska Gradiška, al oeste del río Vrbas.
Al igual que su hermano Hrvoje, el knez Dragiša permaneció leal a Ladislao de Nápoles hasta 1408. Su hijo Ivaniš Dragišić lo sucedió. Los hijos de Ivanish controlaban varios territorios, entre ellos: Ključ y la župa de Banjica, la ciudad de Glaž con su condado, la ciudad de Mrin, Kijevac en la župa de Sana, una aldea perteneciente a la ciudad de Gradiška y dos aldeas en la župa de Uskoplje. Se presume que fue el propio knez Dragiša quien consolidó estas tierras. Se desconoce la fecha exacta de su muerte, pero la última referencia sobre él en documentos históricos data de 1401.